# لويس جوزيف لوبريه
لويس جوزيف لوبريه (بالفرنسية: Louis-Joseph Lebret)‏، هو كاهن دومينيكاني ومفكر واقتصادي فرنسي (1897-1966)، أطلق مؤسسة "إرفد- المعهد الدولي للبحث والتدريب والتعليم.

## حياته
هو لويس ماري نيكولا لوبريه. ولد في 26 حزيران من العام 1897 ودرس في الكلية البحرية الفرنسية. ترك البحرية ودخل الرهبنة الدومينيكامية. وتوفي في 20 تموز من العام 1966.

## فكره ومؤسسته
أسس في العام 1941 المؤسسة الاقتصادية والإنسانية، والتي كان هدفها دراسة الحقائق الإنسانية والاجتماعية لوضع الاقتصاد في خدمة الإنسان.
كما أسس في العام 1958 مؤسسة إرفد (المعهد الدولي للبحث والتدريب والتعليم والتنمية) IRFED - Institut international de recherche et de formation, education et développement وهي المؤسسة التي تقوم بإجراء دراسات للقضايا الاجتماعية في بلدان العالم الثالث واقتراح الحلول لها.
زار لبنان في العام 1961، وبعثته بناء على طلب الرئيس اللبناني فؤاد شهاب للقيام بعمليّة مسح للأوضاع الاقتصاديّة والاجتماعيّة ولوضع خطة تنمية وطنية في لبنان. 